# نوبكو
نوبكو هي شركة وطنية سعودية تعنى برفع مستوى أداء قطاع الرعاية الصحية من خلال تحسين مرافق الرعاية الصحية بشكل استراتيجي في جميع المستشفيات العامة والمراكز الطبية في المملكة. الشركة مملوكة بالكامل لصندوق الاستثمارات العامة، تأسست في يناير 2008 برأس مال 1.5 مليار ريال، وتعد أكبر شركة مركزية في مجال تقديم خدمات الشراء الطبي، والتخزين، والتوزيع للأدوية والأجهزة والمستلزمات الطبية في المملكة العربية السعودية.

## الإنجازات

### نظام الشراء الموحد
تقوم نوبكو بإدارة عمليات شراء الأدوية والأجهزة والمستلزمات الطبية للمستشفيات الحكومية ومرافق الرعاية الصحية بكفاءة عالية. وتوفر القوة الشرائية الوطنية ميزة سعرية منافسة من أجل تلبية الاحتياج الصحي، وهذا يعني أن بإمكان موظفي الرعاية الصحية التركيز على الأمور الأكثر أهمية مثل رعاية المرضى.
وباستعراض إنجازات الشركة في العام 2018م نجد أن نوبكو نجحت من خلال شراكات إستراتيجية بتمكين المحتوى المحلي في مشتريات القطاع الصحي من خلال تأسيس نظام متطور لإدارة الشراء الموحد للأدوية والأجهزة والمستلزمات الطبية، ساعد بتوفير كافة احتياجات الجهات الصحية وتجهيز 7 مستشفيات لخدمة المواطنين في عدد من مناطق المملكة.

### الدليل الإلكتروني الموحد
ومن المشروعات والمبادرات التي أطلقتها نوبكو خلال العام 2018م الدليل الإلكتروني الموحد للبنود الطبية الذي يعتبر المرجع المعتمد للأسعار محلياً ودولياً، ويحقق الاستفادة من الأساليب المختلفة للحصول على التكنولوجيا من خلال الشراء بجانب ربط عقود التوريد بالمستهلكات التشغيلية.

### إدارة المنافسات
أثبتت نوبكو قدرتها على تنظيم عمليات الشراء الموحد وإدارة المنافسات، حيث استطاعت في العام 2018 فقط توفير 7,919 بند طبي من خلال 85 منافسة شاركت فيها 47 جهة صحية حكومية، وكانت حصة المصانع الوطنية فيها 17,6%. وتستند نوبكو في تنفيذ عمليات الشراء الموحد على بنية تحتية بتقنيات حديثة تواكب التحول الرقمي وتحقق أتمتت وتطوير النظم لكفاءة الأعمال والإيفاء باحتياجات الشركة الحالية والمستقبلية، كما تعتمد نوبكو على كفاءات وطنية مؤهلة تدير كافة العمليات التشغيلية والإدارية وذلك بعد أن قفزت نسبة توطين الوظائف في الشركة من 70% في عام 2017 إلى 90% في العام 2018.

## الإدارات

### إدارة العقود
تعتبر نوبكو هي الجهة الوحيدة المعنية بإدارة العقود مع الموردين نيابة عن الجهات الصحية الحكومية في المملكة العربية السعودية مما ساعدها بإدارة وتنفيذ العقود، بكفاءة عالية، وحققت أقصى قدر من الاداء التشغيلي والمالي من خلال نظام إلكتروني متكامل بما في ذلك تسجيل الموردين وعمليات المنافسة واستلام العطاءات وإدارة العقود.

### إدارة الخدمات اللوجستية
تعمل نوبكو كسلسلة إمداد ذات قيمة وتطبق أحدث التقنيات الذكية في مجال التخزين والنقل لخدمة جميع مناطق المملكة، وذلك وفق آلية لمراقبة وتدوير المخزون بين الجهات الصحية أسهمت بوفرة الأصناف وتحقيق الاستخدام الأمثل للمنتج الطبي وتقليل التكلفة والهدر المالي.

### إدارة المستودعات والمخزون
وبموجب إتفاق مع وزارة الصحة يتم خلال 3 سنوات نقل كافة المسؤوليات التشغيلية لسلسلة إمداد نوبكو بما فيها المخازن الطبية الرئيسية التابعة للوزارة، حيث تخدم نوبكو القطاع الصحي بالمنطقة الشرقية لوحدها بعدد 4 مستودعات تخدم 117 مستشفى، فضلاً عن 8 مستودعات تعمل الشركة على تجهيزها لتخدم 335 مستشفى على مستوى مناطق المملكة بحلول عام 2021م.
وتخطط نوبكو تدريجياً للتخلص من سلسلة الإمداد التقليدي واستخدام نموذج (Just In Time) في مستودعاتها الحديثة لتقديم خدمات ذات معايير معتمدة، وفي حين يسع مستودع نوبكو بالمنطقة الشرقية لوحدة لأكثر من 20 ألف طبلية، استطاعت نوبكو إحداث نقلة نوعية في عملية الإمداد للمستشفيات ومراكز الرعاية الأولية وطفرة في إدارة علاقات الموردين ليصل مؤشر الرضا لدى العملاء والموردين نسبة 98٪؜.

### إدارة السوق الإلكتروني
أنشأت نوبكو السوق الإلكتروني كمنصة تخدم المنشآت الصحية الحكومية وتتيح المنتجات والمعلومات والخيارات الطبية في وقت وجيز وبأسعار منافسة، وخدماتها الإضافية كبرنامج «شارك» لتدوير المخزون الإضافي بين الجهات الصحية الحكومية.

### اتفاقيات
ضمن جهود مستمرة تقوم نوبكو لتنظيم عملية شراء الأدوية والأجهزة والمستلزمات الطبية، أبرمت الشركة 5 اتفاقيات بقيمة 20 مليار ريال (5.3 مليار دولار)، مع وزارة الصحة (اتفاقيتين)، وزارة الدفاع (مدينة الأمير سلطان الطبية العسكرية)، وزارة الداخلية (مستشفى قوى الأمن)، ومركز تحقيق كفاءة الانفاق.

### تحديات وتطلعات
وفي ظل تحديات مماثلة حققت نوبكو إنجازات ونجاحات عديدة شكلت دافعاً لتطلعاتها الشركة المستقبلية وتعزيز دورها كشركة وطنية تعنى بتنظيم قطاع الشراء الموحد للأدوية والأجهزة والمستلزمات الطبية، وهي تعمل وفق شراكات إستراتيجية مع القطاعين العام والخاص على تنمية المحتوى المحلي وتمكين الوظائف للكوادر الوطنية بما ينسجم مع رؤية 2030، ويلبي تطلعات الدولة لتكون المملكة حاضنة لاستثمارات نوعية تدعم الاقتصادي السعودي وتحقق استدامة التنمية.